# 鱒川町
鱒川町（ますかわちょう）とは、北海道函館市にある地名である。

## 概要
松倉川水系の本流、松倉川の上流域に位置する町丁である。1925年（大正14年）10月1日 に川汲山道の亀尾ルートが開通するまでは湯川町と川汲峠の入口（馬揚、旧名は一本木）を鱒川峠（木原）を介して結ぶ鱒川道が通っており、物流の中継地でもあった。地名は域内を流れる松倉川で鱒が釣れたのにちなんでいる。また1911年（明治44年）調査の久原鉱業による銅鉱山「亀田鉱山」もあったが鉱床はほとんど掘り尽くされている。

## 教育
- 鱒川小中学校

## 公共施設
- 函館少年刑務所鱒川農場